# Bitwa pod Fokszanami
Bitwa pod Fokszanami (węg. Foksányi csata) – starcie zbrojne, które miało miejsce podczas VI wojny rosyjsko-tureckiej. Bitwa została rozegrana 21 lipca 1789 roku pomiędzy połączonymi siłami rosyjsko-austriackimi a wojskami tureckimi. Siłami sprzymierzonymi dowodzili Aleksandr Suworow po stronie rosyjskiej oraz Fryderyk Sasko-Koburski po austriackiej. Turkami dowodził Koca Jusuf Pasza.
Dywizja (17 tys. żołnierzy) gen. A. Suworowa w rejonie Bârladu przykrywała prawe skrzydło armii rosyjskiej, koncentrującej się na wschód od rz. Dniestr i utrzymywała łączność z korpusem austriackim pod dowództwem księcia Koburskiego, dyslokowany w rej. Adjud nad rz. Seret. Książę Koburski po doniesieniu o przygotowywaniu się do natarcia wojsk tureckich zwrócił się o pomoc do Suworowa, który 16 lipca wyszedł z 5-tysięcznym oddziałem i 17 lipca połączył się z Austriakami. 19 lipca A. Suworow rozpoczął gwałtowne natarcie sił sprzymierzonych na obóz wojsk tureckich zlokalizowany niedaleko miasta Fokszany. Kompletnie zaskoczeni atakiem Turcy nie podjęli długotrwałej walki, uciekając z pola bitwy. 20 lipca sprzymierzeni odrzucili tureckie awangardy, a 21 podeszli do tureckich umocnień pod Fokszanami. Rosyjsko-austriackie wojska odparły turecką konnicę i zdecydowanym uderzeniem wdarły się do obozu, zmuszając Turków do ucieczki. W toczącej się bitwie siły sprzymierzone straciły zaledwie 400 zabitych i rannych, podczas gdy Turcy łącznie co najmniej 2 000 żołnierzy (w tym 1 500 zabitych) oraz 12 dział.